# Calomyscus baluchi
Calomyscus baluchi је врста сисара из реда глодара (Rodentia) и породице Calomyscidae.

## Распрострањење
Врста је присутна у следећим државама: Авганистан и Пакистан.

## Угроженост
Ова врста је наведена као последња брига, јер има широко распрострањење и честа је врста.